# يعلى الأحول
يعلى الأحول الشكري الأزدي (توفي 90 هـ الموافق 710م) شاعر أموي. حُبِسَ عند نافع بن علقمة الكناني في مكة في خلافة عبد الملك بن مروان.

## عنه
جاء في كتاب الأغاني لأبي الفرج الأصفهاني: